# Нотинг

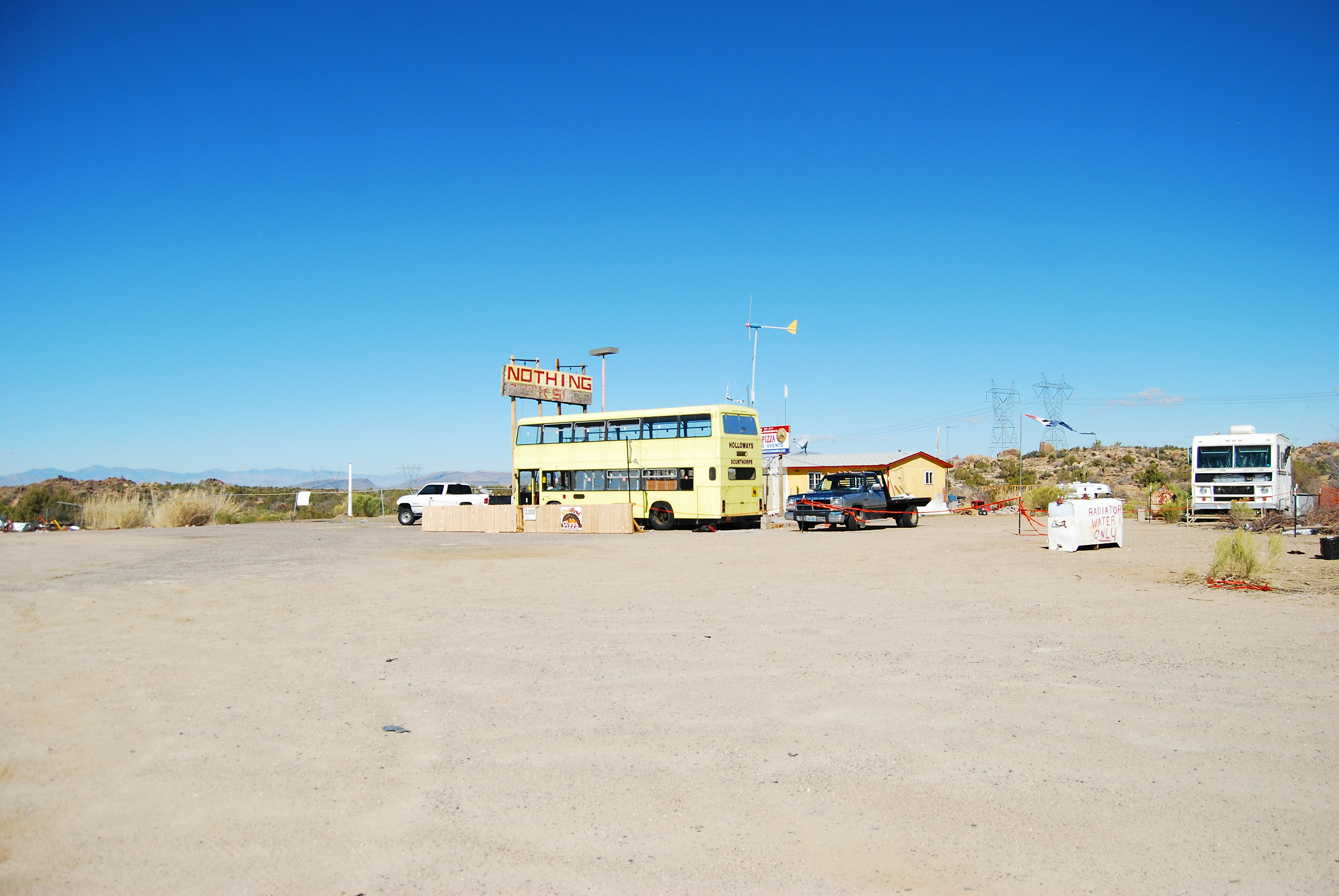
Фото 2010 года

Но́тинг (англ. Nothing, рус. Ничто) — покинутый населённый пункт в округе Мохаве, штат Аризона, США. В связи со своим странным названием часто фигурирует в списке необычных топонимов.
Высота центра — 1000 метров над уровнем моря. Посёлок стоит на шоссе US 93. Установлен вызыватель для автомобилистов.
Поселение было основано в 1977 году. На вопросы туристов, откуда взялось такое необычное название, местные жители отвечают, что «городок так назван был толпой пьяниц». Последние жители покинули посёлок в мае 2005 года. В августе 2008 года начала рушиться автозаправочная станция Нотинга. Вскоре после этого около 24 300 м² поселения за 1,1 млн долларов приобрёл некий 49-летний фермер-свиновод Майк Дженсен. Он пытался «оживить» Нотинг, основал маленькую фирму по производству пиццы «на ходу», восстановил имевшийся в посёлке магазинчик, убрал мусор, обновил придорожные знаки, но жители в городок так и не вернулись. По данным на июль 2009 года население Нотинга составляло четыре человека и собака. По состоянию на апрель 2011 года окна зданий Нотинга закрыты свежими ставнями, никакой человеческой активности не наблюдается.